# Rock Believer World Tour
Rock Believer World Tour es la vigésima cuarta gira mundial de conciertos de la banda alemana de hard rock y heavy metal Scorpions, para promocionar su álbum Rock Believer de 2022. Comenzó el 26 de marzo de 2022 en el Zappos Theater de Las Vegas en los Estados Unidos y terminó el 16 de julio de 2023 en el Altice Forum de Braga en Portugal.

## Antecedentes
La gira comenzó el 26 de marzo de 2022 en el recinto Zappos Theater de Las Vegas (Estados Unidos), para cubrir la residencia programada inicialmente para julio de 2020 en dicha ciudad, la que cancelaron por motivos de la pandemia de COVID-19. El evento llamado Sin City Nights contó con un total de nueve presentaciones y con la banda Skid Row como telonera. El 6 de mayo dieron una presentación en el Madison Square Garden de Nueva York para conmemorar el 50° aniversario de la independencia de Bangladés. Preparada por la embajada de ese país en los Estados Unidos y el Programa de las Naciones Unidas para el Desarrollo, la banda bangladesí Chirkutt fungió como banda invitada.
El 10 de mayo se daría inicio a la primera sección por Europa, pero los conciertos programados en Lisboa (10 de mayo), Toulouse (13 de mayo) y Lille (15 de mayo) tuvieron que ser cancelados por las heridas que sufrió Matthias Jabs en su mano. Por ello, la sección europea empezó el 17 de mayo en París (Francia), en donde tocaron en diez países más hasta el 6 de julio. Luego de una presentación en Tel Aviv (Israel), la banda regresó a Europa para dar una presentación en Limasol (12 de julio), Saint-Julien-en-Genevois (15 de julio) y culminó con el espectáculo reprogramado en Lisboa (18 de julio). Desde el 21 de agosto hasta el 21 de diciembre ocurrió la sección por la Norteamérica anglosajona, con tres fechas en Canadá y veintiuno en los Estados Unidos. En este tramo de la gira, la banda femenina sueca Thundermother abrió los conciertos. Tras ello, el último espectáculo de 2022 lo dieron en el festival Hell and Heaven Fest de Ciudad de México.
El 8 de abril en San Salvador comenzó las fechas de 2023; por cierto, este fue el primer concierto de Scorpions en El Salvador. A partir de entonces, Scorpions dio ocho presentaciones en Latinoamérica: cinco en Brasil y una en Argentina, Colombia y Chile, mayormente como parte del cartel de los festivales Masters of Rock y Monsters of Rock. El 9 de mayo en la ciudad francesa de Lille, comenzó el último tramo por Europa continental y, a su vez, el último de la gira. Hasta julio, la banda realizó conciertos por quince países y terminó el tour el 16 de julio de 2023 en Braga (Portugal).

## Lista de canciones
Como la gira es para promocionar Rock Believer, la lista de canciones cuenta con cuatro temas de ese álbum de estudio —«Gas in the Tank», «Seventh Sun», «Peacemaker» y «Rock Believer»— además, de sus mayores éxitos. A continuación, el listado de canciones interpretado en la ciudad noruega de Trondheim el 8 de junio de 2022.
1. «Gas in the Tank»
2. «Make It Real»
3. «The Zoo»
4. «Coast to Coast»
5. «Seventh Sun»
6. «Peacemaker»
7. «Bad Boys Running Wild»
8. «Delicate Dance»
9. «Send Me an Angel»
10. «Wind of Change»
11. «Tease Me Please Me»
12. «Rock Believer»
13. «New Vision» (solo de bajo y batería)
14. «Blackout»
15. «Big City Nights»
16. «Still Loving You»
17. «Rock You Like a Hurricane»

## Fechas de 2022
| Fecha            | País            | Ciudad                   | Recinto/Festival          | Notas                                       |
| Norteamérica     | Norteamérica    | Norteamérica             | Norteamérica              | Norteamérica                                |
| ---------------- | --------------- | ------------------------ | ------------------------- | ------------------------------------------- |
| 26 de marzo      | Estados Unidos  | Las Vegas                | Zappos Theater            | teloneados por Skid Row                     |
| 30 de marzo      | Estados Unidos  | Las Vegas                | Zappos Theater            | teloneados por Skid Row                     |
| 1 de abril       | Estados Unidos  | Las Vegas                | Zappos Theater            | teloneados por Skid Row                     |
| 3 de abril       | Estados Unidos  | Las Vegas                | Zappos Theater            | teloneados por Skid Row                     |
| 7 de abril       | Estados Unidos  | Las Vegas                | Zappos Theater            | teloneados por Skid Row                     |
| 9 de abril       | Estados Unidos  | Las Vegas                | Zappos Theater            | teloneados por Skid Row                     |
| 12 de abril      | Estados Unidos  | Las Vegas                | Zappos Theater            | teloneados por Skid Row                     |
| 14 de abril      | Estados Unidos  | Las Vegas                | Zappos Theater            | teloneados por Skid Row                     |
| 16 de abril      | Estados Unidos  | Las Vegas                | Zappos Theater            | teloneados por Skid Row                     |
| 6 de mayo        | Estados Unidos  | Nueva York               | Madison Square Garden     | teloneados por Chirkutt                     |
| Europa           |                 |                          |                           |                                             |
| 17 de mayo       | Francia         | París                    | Accor Arena               | teloneados por JJ Wilde                     |
| 23 de mayo       | Italia          | Verona                   | Arena de Verona           |                                             |
| 26 de mayo       | República Checa | Praga                    | O2 Arena                  | teloneados por The Agony                    |
| 28 de mayo       | Polonia         | Cracovia                 | Tauron Arena              |                                             |
| 30 de mayo       | Hungría         | Budapest                 | Arena László Papp         |                                             |
| 3 de junio       | Finlandia       | Helsinki                 | RockFest                  |                                             |
| 5 de junio       | Suecia          | Gävle                    | Atlas Rock                |                                             |
| 8 de junio       | Noruega         | Trondheim                | Trondheim Spektrum        | teloneados por Wig Wam y Return             |
| 13 de junio      | Francia         | Estrasburgo              | Zénith Europe             | teloneados por Last Temptation              |
| 17 de junio      | Bélgica         | Dessel                   | Graspop Metal Meeting     |                                             |
| 20 de junio      | Francia         | Floirac                  | Arkéa Arena               | teloneados por Tyler Bryant & the Shakedown |
| 23 de junio      | Francia         | Clisson                  | Hellfest                  |                                             |
| 25 de junio      | España          | Cartagena                | Rock Imperium Festival    |                                             |
| 28 de junio      | Francia         | Niza                     | Le Palais Nikaia          | teloneados por Last Temptation              |
| 30 de junio      | Francia         | Amnéville                | Le Galaxie                | teloneados por Last Temptation              |
| 2 de julio       | Francia         | Cournon-d'Auvergne       | Zénith d'Auvergne         |                                             |
| 6 de julio       | Grecia          | Atenas                   | Estadio Olímpico          | Alice Cooper como artista invitado          |
| Oriente Próximo  |                 |                          |                           |                                             |
| 9 de julio       | Israel          | Tel Aviv                 | Menora Mivtachim Arena    |                                             |
| Europa II        |                 |                          |                           |                                             |
| 12 de julio      | Chipre          | Limasol                  | Estadio Tsirio            | teloneados por Minus One                    |
| 15 de julio      | Francia         | Saint-Julien-en-Genevois | Guitare en scene Festival |                                             |
| 18 de julio      | Portugal        | Lisboa                   | Altice Arena              |                                             |
| Norteamérica II  |                 |                          |                           |                                             |
| 21 de agosto     | Canadá          | Toronto                  | Budweiser Stage           | teloneados por JJ Wilde y Thundermother     |
| 24 de agosto     | Canadá          | Quebec                   | Videotron Centre          | teloneados por Thundermother                |
| 27 de agosto     | Canadá          | Montreal                 | Centre Bell               | teloneados por Thundermother                |
| 30 de agosto     | Estados Unidos  | Detroit                  | Pine Knob Music Theatre   | teloneados por Thundermother                |
| 1 de septiembre  | Estados Unidos  | Rosemont                 | Allstate Arena            | teloneados por Thundermother                |
| 5 de septiembre  | Estados Unidos  | Atlantic City            | Borgata Casino            | teloneados por Thundermother                |
| 7 de septiembre  | Estados Unidos  | Belmont Park             | UBS Arena                 | teloneados por Thundermother                |
| 9 de septiembre  | Estados Unidos  | Mashantucket             | Foxwoods Casino           | teloneados por Thundermother                |
| 12 de septiembre | Estados Unidos  | Hollywood                | Hard Rock Live            | teloneados por Thundermother                |
| 14 de septiembre | Estados Unidos  | Tampa                    | Amalie Arena              | teloneados por Thundermother                |
| 17 de septiembre | Estados Unidos  | Houston                  | Toyota Center             | teloneados por Thundermother                |
| 19 de septiembre | Estados Unidos  | El Paso                  | Don Haskins Center        | teloneados por Thundermother                |
| 21 de septiembre | Estados Unidos  | Tulsa                    | Bok Arena                 | teloneados por Thundermother                |
| 24 de septiembre | Estados Unidos  | San Antonio              | Freeman Coliseum          | teloneados por Thundermother                |
| 27 de septiembre | Estados Unidos  | Dallas                   | American Airlines Center  | teloneados por Thundermother                |
| 29 de septiembre | Estados Unidos  | Denver                   | Ball Arena                | teloneados por Thundermother                |
| 1 de octubre     | Estados Unidos  | San Diego                | Viejas Arena              | teloneados por Thundermother                |
| 4 de octubre     | Estados Unidos  | Los Ángeles              | The Forum                 | teloneados por Thundermother                |
| 7 de octubre     | Estados Unidos  | Fresno                   | Save Mart Center          | teloneados por Thundermother                |
| 9 de octubre     | Estados Unidos  | Portland                 | Moda Center               | teloneados por Thundermother                |
| 13 de octubre    | Estados Unidos  | Spokane                  | Spokane Arena             | teloneados por Thundermother                |
| 15 de octubre    | Estados Unidos  | Tacoma                   | Tacoma Dome               | teloneados por Thundermother                |
| 18 de octubre    | Estados Unidos  | Oakland                  | Oakland Arena             | teloneados por Thundermother                |
| 21 de octubre    | Estados Unidos  | Las Vegas                | Michelob Ultra Arena      | teloneados por Thundermother                |
| 2 de diciembre   | México          | Ciudad de México         | Hell and Heaven Fest      |                                             |

## Fechas de 2023
| Fecha         | País            | Ciudad         | Recinto/Festival                     | Notas                        |
| Latinoamérica | Latinoamérica   | Latinoamérica  | Latinoamérica                        | Latinoamérica                |
| ------------- | --------------- | -------------- | ------------------------------------ | ---------------------------- |
| 8 de abril    | El Salvador     | San Salvador   | Estadio Cuscatlán                    |                              |
| 12 de abril   | Brasil          | Manaos         | Arena da Amazônia                    |                              |
| 15 de abril   | Colombia        | Bogotá         | Monsters of Rock                     |                              |
| 18 de abril   | Brasil          | Ribeirão Preto | Ribeirão Rock Fest                   |                              |
| 20 de abril   | Brasil          | Florianópolis  | Hard Rock Live                       |                              |
| 22 de abril   | Brasil          | São Paulo      | Monsters of Rock                     |                              |
| 25 de abril   | Brasil          | Porto Alegre   | Ginásio Gigantinho                   |                              |
| 28 de abril   | Argentina       | Buenos Aires   | Masters of Rock Festival             |                              |
| 30 de abril   | Chile           | Santiago       | Masters of Rock Festival             |                              |
| Europa III    |                 |                |                                      |                              |
| 9 de mayo     | Francia         | Lille          | Zénith de Lille                      | teloneados por Thundermother |
| 12 de mayo    | Francia         | Nantes         | Zénith de Nantes Métropole           | teloneados por Thundermother |
| 14 de mayo    | Alemania        | Dortmund       | Westfalenhalle                       | teloneados por Thundermother |
| 16 de mayo    | Alemania        | Mannheim       | SAP Arena                            | teloneados por Thundermother |
| 19 de mayo    | Alemania        | Hannover       | ZAG Arena                            | teloneados por Thundermother |
| 21 de mayo    | Alemania        | Stuttgart      | Pabellón Hanns Martin Schleyer       | teloneados por Thundermother |
| 23 de mayo    | Alemania        | Berlín         | Mercedes-Benz Arena                  | teloneados por Thundermother |
| 28 de mayo    | Francia         | Lyon           | Halle Tony-Garnier                   | teloneados por Thundermother |
| 31 de mayo    | Francia         | Toulouse       | Zénith de Toulouse                   | teloneados por Thundermother |
| 2 de junio    | Suiza           | Zúrich         | Hallenstadion                        | teloneados por Marc Storace  |
| 5 de junio    | Alemania        | Múnich         | Olympiahalle                         | teloneados por Thundermother |
| 7 de junio    | República Checa | Brno           | Winning Group Arena                  | teloneados por Thundermother |
| 10 de junio   | Polonia         | Lodz           | Atlas Arena                          |                              |
| 12 de junio   | Dinamarca       | Copenhague     | Royal Arena                          | teloneados por Thundermother |
| 14 de junio   | Suecia          | Estocolmo      | Avicii Arena                         | teloneados por Thundermother |
| 17 de junio   | Estonia         | Tallin         | Auditorio del Festival de la Canción | teloneados por Alika Milova  |
| 19 de junio   | Lituania        | Kaunas         | Žalgiris Arena                       | teloneados de Biplan         |
| 22 de junio   | Polonia         | Gdansk         | Ergo Arena                           |                              |
| 25 de junio   | Serbia          | Belgrado       | Štark Arena                          |                              |
| 28 de junio   | Rumania         | Bucarest       | Romexpo                              | teloneados por Amalgama      |
| 30 de junio   | Bulgaria        | Mogilovo       | Midalidare Rock in the Wine Valley   |                              |
| 6 de julio    | Francia         | Céret          | Festival les Déferlantes             |                              |
| 8 de julio    | España          | Barcelona      | Pabellón Olímpico de Badalona        |                              |
| 11 de julio   | España          | Sevilla        | Icónica Sevilla Fest                 |                              |
| 13 de julio   | España          | La Coruña      | Muelle de la batería                 | teloneados por Thundermother |
| 16 de julio   | Portugal        | Braga          | Altice Forum                         |                              |

## Fechas reprogramadas
| Fecha              | País     | Ciudad   | Motivo                                                                                           |
| ------------------ | -------- | -------- | ------------------------------------------------------------------------------------------------ |
| 10 de mayo de 2022 | Portugal | Lisboa   | Cancelado por las heridas en la mano de Matthias Jabs, reprogramado para el 18 de julio de 2022. |
| 13 de mayo de 2022 | Francia  | Toulouse | Cancelado por las heridas en la mano de Matthias Jabs, reprogramado para el 31 de mayo de 2023.  |
| 15 de mayo de 2022 | Francia  | Lille    | Cancelado por las heridas en la mano de Matthias Jabs, reprogramado para el 9 de mayo de 2023.   |

## Músicos
- Klaus Meine: voz
- Matthias Jabs: guitarra líder, talk box y coros
- Rudolf Schenker: guitarra rítmica y coros
- Paweł Mąciwoda: bajo y coros
- Mikkey Dee: batería